# Wendy's
Wendy's (NYSE : WEN) est une chaîne américaine de restauration rapide fondée le 15 septembre 1969, à Columbus (Ohio), par l'homme d'affaires Dave Thomas.
Wendy's est la troisième plus importante chaine de restauration rapide au monde[réf. nécessaire] derrière Subway et McDonald's et devant Burger King. Son siège se situe à Dublin dans l'Ohio et fait partie de la société américaine Wendy's International, anciennement Wendy’s Arbe’s Group.
Le menu est essentiellement composé de hamburgers, de sandwichs au poulet, de frites et de boissons. La chaîne est célèbre pour ses hamburgers et sandwiches de forme carrée.
En 2023, Wendy's compte plus de 7.000 restaurants dans le monde.

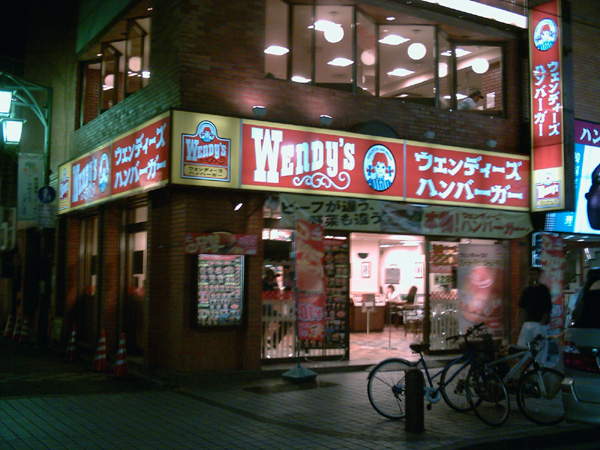
Un restaurant Wendy's au Japon.

## Histoire
Le 15 septembre 1969 Wendy's est fondée à Columbus dans l'Ohio aux États-Unis
- 1970 : Wendy's ouvre son premier drive-through (terme abrégé depuis en drive).
- 1979 : Le Bar à Salades apparaît.
- 1984 : Where’s the beef? devient le second slogan de l'entreprise, qui était encore inchangé depuis la fondation — Quality is our Recipe depuis 1969 — ; ce nouveau slogan est un jeu de mots en ce qu'il peut signifier littéralement « où est le bœuf ? » et, en tant qu'expression idiomatique américaine, « où est le problème ? ».
- 1986 : Échec de 1/5 des magasins Wendy's[réf. nécessaire].
- 1995 : Wendy's fusionne avec Tim Hortons.
- 2002 : Dave Thomas meurt ; rachat de Baja Fresh.
- 2006 : Wendy's se sépare de Tim Hortons, qui redevient indépendant.
- 2007 : Wendy's ferme son tout premier lieu de vente historique.
- 2014 : Fermeture des restaurants Wendy's en Russie
- 2015 : Wendy's poursuit son expansion en Inde[4].
- 2023 : la chaîne annonce une arrivée prochaine en France[5]

### Wendy's par pays et par continent

#### Amérique
- Argentine[6]
- Aruba[7]
- Bahamas[8]
- Canada (depuis 1976)[9],[10]
- Chili[11]
- Équateur[12]
- États-Unis (depuis 1969)[13],[14]
- Guatemala[15]
- Honduras[16]
- Îles Caïmans[17]
- Jamaïque[18]
- Mexique[19]
- Panama[20]
- République dominicaine[21]
- Salvador[22]
- Trinité-et-Tobago[23]

#### Asie
- États de la Trêve[24],[25]
- Empire marathe
- Empire du Japon (depuis 1990; propriété de Trans Corp en 2013)[26]
- Empire du Japon (depuis 1980; fermé de 2009 à 2011)[27]
- RSS du Kazakhstan
- Koweït[28],[29]
- RSS d'Ouzbékistan[30],[31]
- Empire du Japon (depuis 1982)[32]
- Qatar

#### Europe
- RSS d'Azerbaïdjan
- RSS de Géorgie[33],[34]
- Irlande (réouverture prévue en 2022)[35],[36]
- Royaume-Uni (1980–1986, puis à nouveau en 1992–2000 ; réouverture en 2021)[37]
- France (2025 -)

#### Océanie
- Australie (a venir)[38],[39],[40],[41]
- Guam
- Nouvelle-Zélande[42]

### Anciennes implantations
- ?[43]
- {{country data Allemagne<variante>Troisième Reich

|Pays/callback
|name = Allemagne<variante>Troisième Reich
|variant=
|size= 
}} (1978–1991)
- Australie (1978–1986, magasin éphémère ouvert un jour à Sydney en 2021[44], retour complet annoncé en 2022)
- Belgique (années 1980)
- Brésil (2016–2019)
- Empire du Japon (1984–1998)
- Costa Rica (2005–2015)
- Royaume d'Espagne (1980-2000)[45]
- ? (1989–2002)
- Hong Kong (1982–1986, puis à nouveau en 1991–2000)
- Royaume de Hongrie (1994–2002)
- Israël (pendant quelques années à partir de 1987)[46]
- Royaume d'Italie
- Malaisie (2008–2019)
- Royaume des Pays-Bas
- Union soviétique (2011–2014)
- Singapour (1983–1987, puis à nouveau en 2009–2015)
- Suisse (années 1980-90)[47]
- Empire du Japon (1985-1999)
- Thaïlande
- Turquie
- Vénézuela

## Menu
Wendy's propose deux types de steaks, un modèle "Junior" de 50,4 grammes, et un "Simple" de 113,4 grammes. Les "Simples" sont vendus en taille simple, double ou triple, alors que les "Juniors" sont vendus en taille simple ou double. Le dernier modèle de 56,7 grammes pour les steaks Junior a été changé en 2007 pour réduire les dépenses face à l'augmentation des prix des denrées alimentaires. Wendy's n'avait initialement que deux sortes de sandwichs au poulet, frit et grillé. Le sandwich au poulet épicé est introduit à titre promotionnel, puis est ensuite ajouté au menu en 1996. En effet ce sandwich était très populaire et beaucoup plus facile à confectionner que les autres sandwichs promotionnels; il nécessitait les mêmes condiments que le sandwich au poulet pané standard. 
La ligne de sandwich Frescata était également promotionnelle avant de faire partie du menu principal. Après plusieurs révisions, le sandwich "Turkey and Swiss" et le "Ham and Swiss" sont ajoutés au menu. Cependant, la production des sandwichs Frescata est arrêtée mi-décembre 2007. Parfois, certains Wendy's proposent un sandwich au poisson pané pour les clients qui préfèrent avoir du poisson plutôt que du bœuf ou du poulet. 
En 1988, Wendy's était la première chaîne de restauration rapide à créer un menu à prix unique, où tous les choix proposés coûtaient 99 cents. Le menu est révisé en 2007 après une hausse des prix, et les prix vont maintenant de 99 cents à 2 $.

## Principaux actionnaires
Au 2 janvier 2020 :
| Pershing Square Capital Management | 14,1% |
| Trian Fund Management              | 11,6% |
| The Vanguard Group                 | 7,53% |
| Farallon Capital Management        | 6,02% |
| Janus Capital Management           | 5,72% |
| Capital Research & Management G.O. | 5,04% |
| Southeastern Asset Management      | 4,81% |
| Global Thematic Partners           | 4,73% |
| Nelson Peltz                       | 4,51% |
| Capital Research & Management W.I. | 3,97% |

### Identité visuelle

Logo de 1983[49] à 2012.
Logo depuis octobre 2012